# Charlotte Brandi

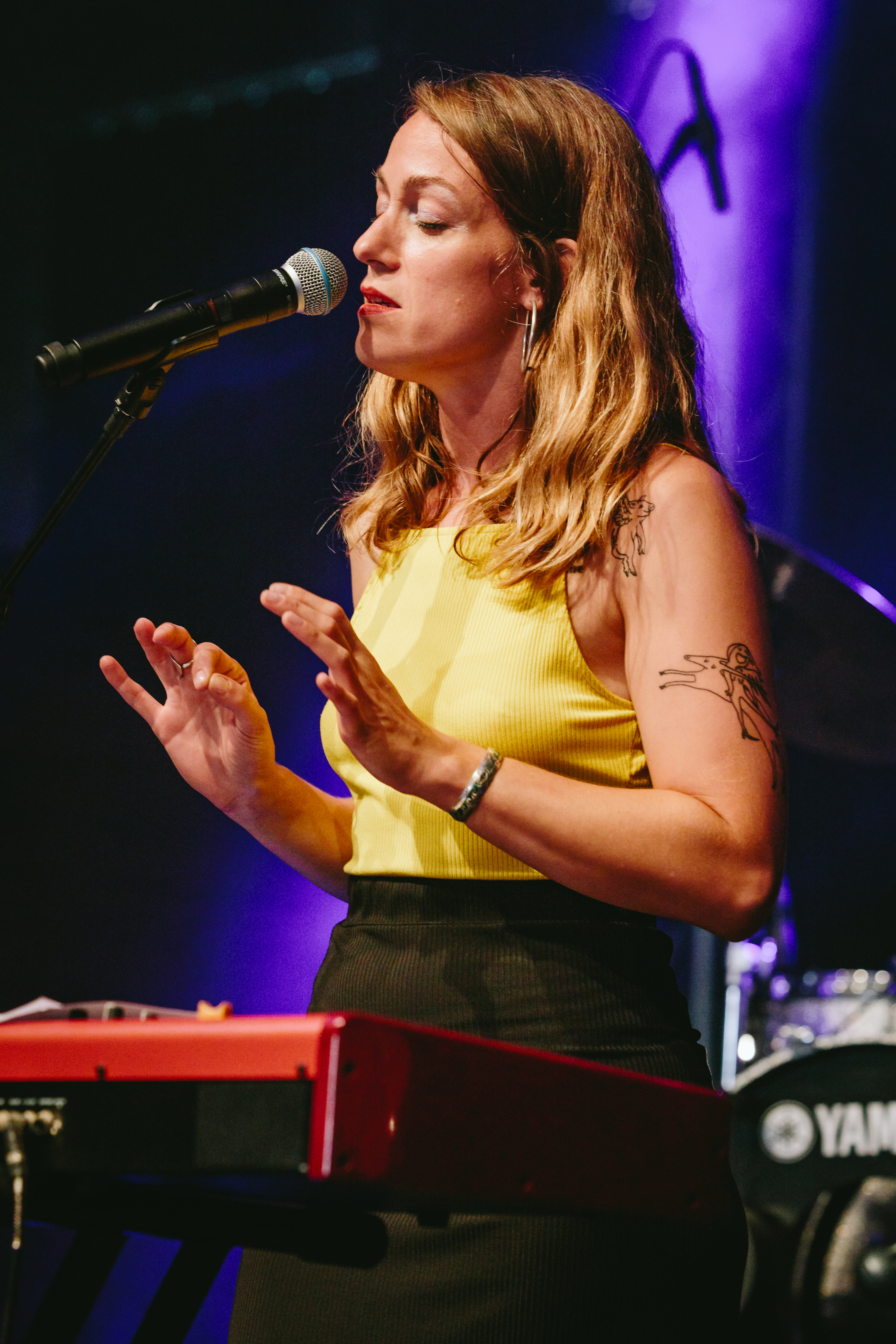
Charlotte Brandi beim Trainside-Festival 2023

Charlotte Lina Brandi (* 1985 in Herdecke) ist eine Musikerin und Autorin aus Dortmund. In ihrer Musik finden sich Stile wie Dream-Pop, Folk, Chanson, Alternative-Rock, Blue-Eyed Soul sowie Einflüsse aus dem Gregorianischen Choral und der klassischen Musik.

## Biographie
Charlotte Brandi wuchs in Dortmund als erstes Kind von Klara Brandi und Peter Freiberg auf. Sie lebte 15 Jahre in Berlin und wohnt nun wieder in Dortmund. Im Jahr 1991 kam ihre Schwester Emily zur Welt, welche unter dem Pseudonym „Fourtuna“ ebenfalls Musik macht.
Charlotte Brandis Eltern sind sowohl gemeinsam als auch getrennt voneinander musikalisch aktiv. Peter Freiberg war in den 1980er-Jahren Kopf und Sänger des Bandprojekts „Freiberg und Conditors“. Klara Brandi gründete zusammen mit Pit Budde 1979 die Band Cochise, welche bis 1988 durch ganz Deutschland tourte und während ihres Bestehens mehr als 120.000 Tonträger verkaufte.
Charlotte Brandi brachte sich selbst im Alter von fünf Jahren das Klavierspielen und Komponieren bei. Bis heute kann sie nur sehr schlecht Noten lesen und lernt nach eigener Aussage vor allem über das Gehör. Nachdem sie sich schon früh in lokalen Bandprojekten ausprobiert hatte, gewann Brandi im Alter von 16 Jahren überraschend bei der Teilnahme am Heggelbacher Sängertreffen am Bodensee den Publikumspreis. Daraufhin blieb sie dem Theatermusiker Jojo Büld im Gedächtnis, der sie acht Jahre später als Live-Musikerin ans Landestheater Tübingen holte, welches Brandi für insgesamt drei musikalische Produktionen in Folge engagierte.

## Musikalische Karriere
Am Landestheater Tübingen lernte Brandi 2009 Matze Pröllochs kennen. Zusammen gründeten Brandi und Pröllochs das Dream-Pop Duo Me And My Drummer und zogen im Jahr 2010 nach Berlin. 2012 veröffentlichte Me And My Drummer das Debütalbum The Hawk The Beak The Prey bei dem Berliner Indie-Label Sinnbus. Der Nachfolger Love Is A Fridge erschien im Jahr 2016. Nach ca. 300 Konzerten in ganz Europa und zwei erfolgreichen Album Veröffentlichungen, löste sich Me And My Drummer Anfang 2018 auf. Brandis erstes Solo-Album The Magician erschien 2019 auf PIAS Recordings.
Inspiriert durch den Weggefährten Tristan Brusch beschloss Charlotte Brandi, nun als Solokünstlerin, beim Songschreiben in ihre Muttersprache Deutsch zu wechseln. Seitdem experimentiert Brandi mit diversen Stilen, um zu sehen „was die deutsche Sprache an musikalischem Experiment so alles aushält“ (Zitat aus dem „Reflektor“-Interview mit Jan Müller).
2020 folgte die EP An das Angstland (ListenRecords), auf welcher Brandi Dirk von Lowtzow von der Band Tocotronic als Gastsänger für ihre erste deutschsprachige Single Wind aufnahm.
Brandi, die neben ihrem Solo-Projekt weiterhin als Theatermusikerin arbeitet, komponierte und produzierte bereits Musik und Sound für das Staatstheater Augsburg, das Theater und Orchester Heidelberg, das Luzerner Theater und das Hans-Otto-Theater Potsdam, u. a. in Zusammenarbeit mit Lilli-Hannah Hoepner oder Elsa-Sophie Jach.
Brandi ist neben ihrer Tätigkeit als Musikerin gelegentlich Workshop-Leiterin im Fach Songwriting.
Im Jahr 2021 erhielt Brandi ein Arbeitsstipendium für Literatur.
Am 10. Februar 2023 erschien ihr erstes deutschsprachiges Studioalbum An den Alptraum (ListenRecords), das eine breite mediale Abdeckung erfuhr und von der Presse sehr gut aufgenommen wurde: Die deutsche Ausgabe des Rolling Stone bezeichnete das Album als “Ein Juwel. Beunruhigend und betörend zugleich”. „Ein so gut wie unantastbares Pop-Album“ lautete das Urteil in Der Spiegel, wo es zudem auch Album der Woche wurde. Als Album des Monats und mit „Zum Staunen“ zeichnete der Musikexpress die Platte aus. Auch die Wochenzeitung Die Zeit konstatierte: „Für Alben wie dieses muss immer Zeit sein.“ 3sat Kulturzeit bezeichnete den Longplayer als „Eines der kunstvollsten deutschen Alben dieses Frühjahrs mit Symbol- und Vorbildcharakter“.
Im Juni desselben Jahres erschien mit Die Benjamins auch die erste EP, der gleichnamigen Supergroup, welcher sie seit 2020 angehört, welche sich um die Hans-A-Plast-Sängerin Annette Benjamin gegründet hat und welcher neben Brandi auch Drangsal, Beatsteaks-Schlagzeuger Thomas Götz auch Julian Knoth von Die Nerven angehören.

## Diskografie
Alben und EPs
- 2012: The Hawk The Beak The Prey (Me And My Drummer, Sinnbus)
- 2016: Love Is A Fridge (Me And My Drummer, Sinnbus)
- 2019: The Magician (PIAS)
- 2020: An das Angstland (EP, ListenRecords)
- 2023: An den Alptraum (ListenRecords)

Singles und Videos
- 2012: You’re a Runner (Me And My Drummer, Sinnbus)
- 2012: Heavy Weight (Me And My Drummer, Sinnbus)
- 2012: Don’t Be so Hot (Me And My Drummer, Sinnbus)
- 2015: Blue Splinter View (Me And My Drummer, Sinnbus)
- 2016: Pentonville Road (Me And My Drummer, Sinnbus)
- 2016: Gun (Me And My Drummer, Sinnbus)
- 2017: Bloodmoon (Me And My Drummer, Sinnbus)
- 2019: Two Rows (PIAS)
- 2019: My Days In The Cell (PIAS)
- 2019: Aliferous (PIAS)
- 2019: A Sting (PIAS)
- 2020: Wind (ListenRecords)
- 2020: Frieden (ListenRecords)
- 2020: Frist (ListenRecords)
- 2020: Wut (ListenRecords)
- 2022: Der Ekel (ListenRecords)
- 2022: Geld (ListenRecords)
- 2022: Luzern (ListenRecords)
- 2022: Frau (ListenRecords)

## Filmografie
- 2023: LasVegas

## Werke
- Fischtage, park x ullstein, Berlin 2025, ISBN 978-3988-16026-3